# Ложкины
 Ложкины  — деревня в Кирово-Чепецком районе Кировской области в составе Просницкого сельского поселения.

## География
Расположена на расстоянии примерно 6 км по прямой на юго-восток от переезда на юго-восточной окраине города Кирово-Чепецк через узкоколейную железнодорожную линию до поселка Каринторф.

## История
Известна с 1873 года как деревня Ложкинская 2-я), где дворов 7 и жителей 57, в 1905 году (Ложкины 1-я или Ложкинцы) 15 и 89, в 1926 (Ложкины) 20 и 107, в 1950 17 и 72, в 1989 3 жителя .

## Население
Постоянное население составляло 0 человек в 2002 году, 5 в 2010.